# Бабаев, Зеки Баба оглы
Зеки Баба оглы Бабаев (азерб. Babayev Zəki Baba oğlu; род. 1966) — судья Верховного суда Азербайджана.

## Биография
Родился в 1966 году. В 1995 году окончил юридический факультет Бакинского государственного университета.
В 1984 году являлся рабочим завода Габалинского района. С 1987 по 1988 год являлся бетонщиком, с 1988 по 1989 год штукатурщиком 171 механизированного подвижного строительного отряда треста № 17 «Агропромстрой».
С 1989 по 1991 год являлся штукатурщиком домостроительного комбината № 4 управления «БакуГлавстрой».
С 1991 по 1994 год являлся инспектором отдела кадров строительно-конструкторского завода управления «БакуГлавстрой».
С 1994 по 1998 год являлся начальником канцелярии Военной Прокуратуры Азербайджана по надзору за исполнением законов в военно-воздушных силах и в области защиты воздушного пространства.
С 1998 по 2001 год являлся начальником отдела охраны Специализированной Военной Прокуратуры Азербайджана.
С 2001 по 2003 год являлся начальником отдела охраны Абшеронской районной военной прокуратуры.
С 2003 по 2004 год являлся юристом компании «Qaratac». С 2005 по 2008 год являлся юристом юридической консультации № 6 г. Баку.
С 6 августа 2008 года по 2010 год являлся судьёй Низаминского районного суда г. Гянджа.
С 28 августа 2010 года по 2021 год являлся судьёй Ширванского Апелляционного суда. С 21 декабря 2018 года по 2021 год являлся председателем коллегии по гражданским делам Ширванского Апелляционного суда.
С 21 мая 2021 года по 2022 год являлся судьёй Бакинского Апелляционного суда.
Судья коллегии по гражданским делам Верховного суда Азербайджана (с 23 декабря 2022).

## Награды
- Медаль «Прогресс» (11 февраля 2023)[6]